# Bitka talentov (2. sezona)
2. sezona Bitke talentov je potekala leta 2005 (izbiranje 15 finalistov spomladi, nadaljnji krogi pa jeseni) v okviru oddaje Spet doma voditelja Maria Galuniča.
Zmagovalka je bila Nina Pušlar iz Ivančne Gorice, ki je v finalu premagala Nino Strnad. Poleg obeh Nin sta v tej sezoni sodelovala tudi pozneje znana izvajalca Simona Černetič - Aynee in Dejan Bojanec, ki je postal član skupine Turbo Angels.
Vseh 15 finalistov je skupaj posnelo pesem »Ko začutiš energijo« (avtorjev Matjaža in Urše Vlašič ter Boštjana Grabnarja).
Objavljenja je bila leta 2005 na albumu Bitka talentov: za Božič.

## I. krog
V prvem krogu je potekalo izbiranje 15 finalistov. V 14 oddajah (od 20. februarja do 5. junija 2005) se je vsako nedeljo predstavilo več kandidatov. Zmagovalec vsake oddaje, ki so ga izbrali gledalci s telefonskim glasovanjem, je napredoval v naslednji krog. 15. finalist pa je postal zmagovalec Druge priložnosti.
| Izvajalec          | Pesem                           | Oddaja |
| ------------------ | ------------------------------- | ------ |
| Nina Strnad        | »Orion«                         | 20. 2. |
| Kristjan Gustinčič | »Pravljica o mavričnih ljudeh«  | 27. 2. |
| Renata Novak       | »Eternal Flame«                 | 6. 3.  |
| Alen Kofol         | »Can You Feel the Love Tonight« | 13. 3. |
| Ana Lapajne        | »Ni me strah«                   | 20. 3. |
| Teja Leskovšek     | »Vzemi me, veter«               | 27. 3. |
| Jerneja Štinek     | »Me muero de amor«              | 10. 4. |
| Simona Černetič    | »Memory«                        | 24. 4. |
| Nina Pušlar        | »New York, New York«            | 1. 5.  |
| Dejan Bojanec      | »No Matter What«                | 8. 5.  |
| Aleksandra Lamut   | »I Will Survive«                | 15. 5. |
| Polona Planko      | »Kamor me vodi srce«            | 22. 5. |
| Maja Dobrotinšek   | »V dobrem in slabem«            | 29. 5. |
| Urška Grahek       | »Vzemi mojo dlan«               | 5. 6.  |

Zmagovalec Druge priložnosti, ki je potekala 12. junija, je bil Marko Zemljič s pesmijo »Suspicious Minds«. V prvem krogu, v katerem je sprva izpadel, se je predstavil 24. aprila s pesmijo »Življenje je«.

## II. krog
V drugem krogu se je predstavilo vseh 15 finalistov (3 na oddajo). V vsaki oddaji je izpadel tisti tekmovalec, ki je prejel najmanj telefonskih glasov, v drugi oddaji pa je izpadel tudi drugouvrščeni tekmovalec, saj je izmed vseh petih drugouvrščencev 2. kroga prejel najmanj glasov. Tako je ostalo še 9 »superfinalistov«.

### 18. 9. 2005
| Izvajalec      | Pesem                 |
| -------------- | --------------------- |
| Dejan Bojanec  | »Tears of Heaven«     |
| Renata Novak   | »I Believe in Angels« |
| Jerneja Štinek | »I'm So Excited«      |

### 25. 9. 2005
| Izvajalec        | Pesem                 |
| ---------------- | --------------------- |
| Alen Kofol       | »The Whole New World« |
| Aleksandra Lamut | »Simply the Best«     |
| Nina Pušlar      | »What a Feeling«      |

### 2. 10. 2005
| Izvajalec          | Pesem          |
| ------------------ | -------------- |
| Kristjan Gustinčič | »Nika«         |
| Teja Leskovšek     | »Na pol poti«  |
| Polona Planko      | »Veter z juga« |

### 9. 10. 2005
| Izvajalec        | Pesem                           |
| ---------------- | ------------------------------- |
| Maja Dobrotinšek | »The Greatest Love of All«      |
| Urška Grahek     | »'Malo miru«                    |
| Nina Strnad      | »Can't Take My Eyes Off of You« |

### 16. 10. 2005
| Izvajalec       | Pesem             |
| --------------- | ----------------- |
| Simona Černetič | »Stand by Me«     |
| Ana Lapajne     | »Povej mi, zakaj« |
| Marko Zemljič   | »Not Unusual«     |

## III. in IV. krog
V tretjem in četrtem krogu je vsako oddajo izpadel tisti tekmovalec, ki je prejel najmanj telefonskih glasov.

### 3. krog – 23. 10. 2005
| Izvajalec     | Pesem          |
| ------------- | -------------- |
| Dejan Bojanec | »Mala terasa«  |
| Polona Planko | »Ne kliči me«  |
| Nina Strnad   | »Prisluhni mi« |

### 3. krog – 30. 10. 2005
| Izvajalec     | Pesem                          |
| ------------- | ------------------------------ |
| Ana Lapajne   | »Ti si moja ljubezen«          |
| Renata Novak  | »Pogrešam te«                  |
| Marko Zemljič | »Ne bom pozabil na stare čase« |

### 3. krog – 6. 11. 2005
| Izvajalec          | Pesem                     |
| ------------------ | ------------------------- |
| Urška Grahek       | »Ribič, ribič me je ujel« |
| Kristjan Gustinčič | »Ko si na tleh«           |
| Nina Pušlar        | »Dan najlepših sanj«      |

### 4. krog – 13. 11. 2005
| Izvajalec    | Pesem                           |
| ------------ | ------------------------------- |
| Urška Grahek | »Dravski most«                  |
| Renata Novak | »Naj ljubezen združi vse ljudi« |
| Nina Strnad  | »Brez besed«                    |

### 4. krog – 20. 11. 2005
| Izvajalec     | Pesem          |
| ------------- | -------------- |
| Dejan Bojanec | »Dan ljubezni« |
| Nina Pušlar   | »Zbudi se«     |
| Marko Zemljič | »Moja pot«     |

## V. in VI. krog
V petem in šestem krogu je poleg gledalcev glasovala tudi strokovna komisija. V vsaki oddaji je izpadel tisti tekmovalec, ki je v skupnem seštevku prejel najmanj glasov.

### 5. krog – 27. 11. 2005
| Izvajalec     | Pesem                    | Komisija | Televoting | Skupaj    |
| ------------- | ------------------------ | -------- | ---------- | --------- |
| Urška Grahek  | »Prodajalka vijolic«     | 9        | 16         | 26 (12 %) |
| Nina Pušlar   | »V ogenj zdaj obleci me« | 50       | 31         | 81 (41 %) |
| Dejan Bojanec | »30 let«                 | 6        | 29         | 35 (18 %) |
| Nina Strnad   | »Lahko noč, Piran«       | 35       | 23         | 58 (29 %) |

### 6. krog – 4. 12. 2005
| Izvajalec     | Pesem                    | Komisija | Televoting | Skupaj    |
| ------------- | ------------------------ | -------- | ---------- | --------- |
| Nina Strnad   | »Zakaj«                  | 37       | 25         | 62 (31 %) |
| Dejan Bojanec | »Julija«                 | 15       | 32         | 47 (24 %) |
| Nina Pušlar   | »Rada bi znova poletela« | 48       | 43         | 91 (45 %) |

## Finale
V finalu, ki je potekal 11. 12. 2005, sta se pomerili dve Nini – Pušlar in Strnad. O zmagovalcu so odločali gledalci in strokovna komisija.
| Izvajalec   | Pesem                    | Komisija | Televoting | Skupaj     |
| ----------- | ------------------------ | -------- | ---------- | ---------- |
| Nina Pušlar | »New York, New York«     | 58       | 43         | 101 (51 %) |
| Nina Strnad | »I Will Always Love You« | 42       | 57         | 99 (49 %)  |